# Toplica (Srebrenica)
Pour les articles homonymes, voir Toplica.
Toplica (en serbe cyrillique : Топлица) est un village de Bosnie-Herzégovine. Il est situé dans la municipalité de Srebrenica et dans la république serbe de Bosnie. Selon les premiers résultats du recensement bosnien de 2013, il compte 237 habitants.

## Démographie

### Répartition de la population par nationalités (1991)
En 1991, le village comptait 267 habitants, répartis de la manière suivante :

### Communauté locale
En 1991, la communauté locale de Toplica comptait 1 120 habitants, répartis de la manière suivante :